# Emilio Núñez Rodríguez
Juan Emilio de la Caridad Núñez y Rodríguez (Sagua la Grande, 27 de diciembre de 1855-La Habana, 5 de mayo de 1922) fue un militar y político cubano.

## Biografía
Nacido el 27 de diciembre de 1855 en el ingenio San Francisco, en Sagua la Grande, perteneciente a la provincia de Las Villas, se incorporó a la Guerra de los Diez Años (1868-1878) a finales de ésta, en julio de 1876. Después de unos días junto al entonces teniente coronel cubano Francisco Carrillo Morales, se incorporó a la caballería del regimiento Occidente, perteneciente a la brigada de Cienfuegos, bajo el mando del general de brigada Henry Reeve, de quien fue ayudante con grado de teniente. Integró, junto con Reeve, la brigada de Colón. 
Participó en la batalla de Yaguaramas, donde murió Reeve. Tras esto, Núñez quedó bajo las órdenes del coronel Ricardo de Céspedes. A principios de 1878 comenzó a operar en su región natal, subordinado al mayor general Carlos Roloff. Depuso las armas, con grados de comandante, en la finca “El Mamey”, el 18 de marzo de 1878.
En agosto de 1879, poco antes de estallar la Guerra Chiquita (1879-1880), fue detenido en Sagua la Grande y guardó prisión en el Castillo de los Tres Reyes del Morro, en La Habana, de donde escapó poco después, y regresó a su región de origen para organizar a los mambises de la zona. Se alzó el 13 de noviembre de 1879 en San Diego de Nigua, Sagua la Grande. Fue ascendido a coronel en diciembre de 1879.  Fracasada la guerra, se negó a deponer las armas y se mantuvo alzado en armas, con unos cien hombres, hasta el 3 de diciembre de 1880, cuando por instancias de José Martí, a nombre del comité revolucionario cubano, marchó a Estados Unidos saliendo por el puerto de Isabela de Sagua, en ese mismo mes. Fue el último de los jefes mambises en abandonar la isla tras el fin de la Guerra Chiquita. 

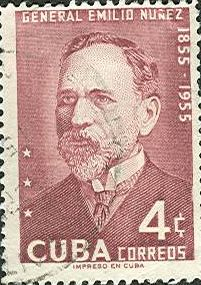
Sello postal cubano de 1955 con la efigie del General Emilio Núñez.

Núñez partió al exilio en Estados Unidos, donde fue un colaborador cercano de Martí y se nacionalizó estadounidense. Desde los Estados Unidos envió armas, municiones y alimentos a Cuba, siendo jefe del Departamento de Expediciones hasta 1885. Se graduó en 1889 de la Universidad de Pensilvania y trabajó como cirujano dental en la ciudad de Filadelfia. 
Alcanzó el grado de mayor general en la Guerra Necesaria (1895-1898). Se dedicó a organizar expediciones armadas revolucionarias hacia Cuba desde los Estados Unidos.

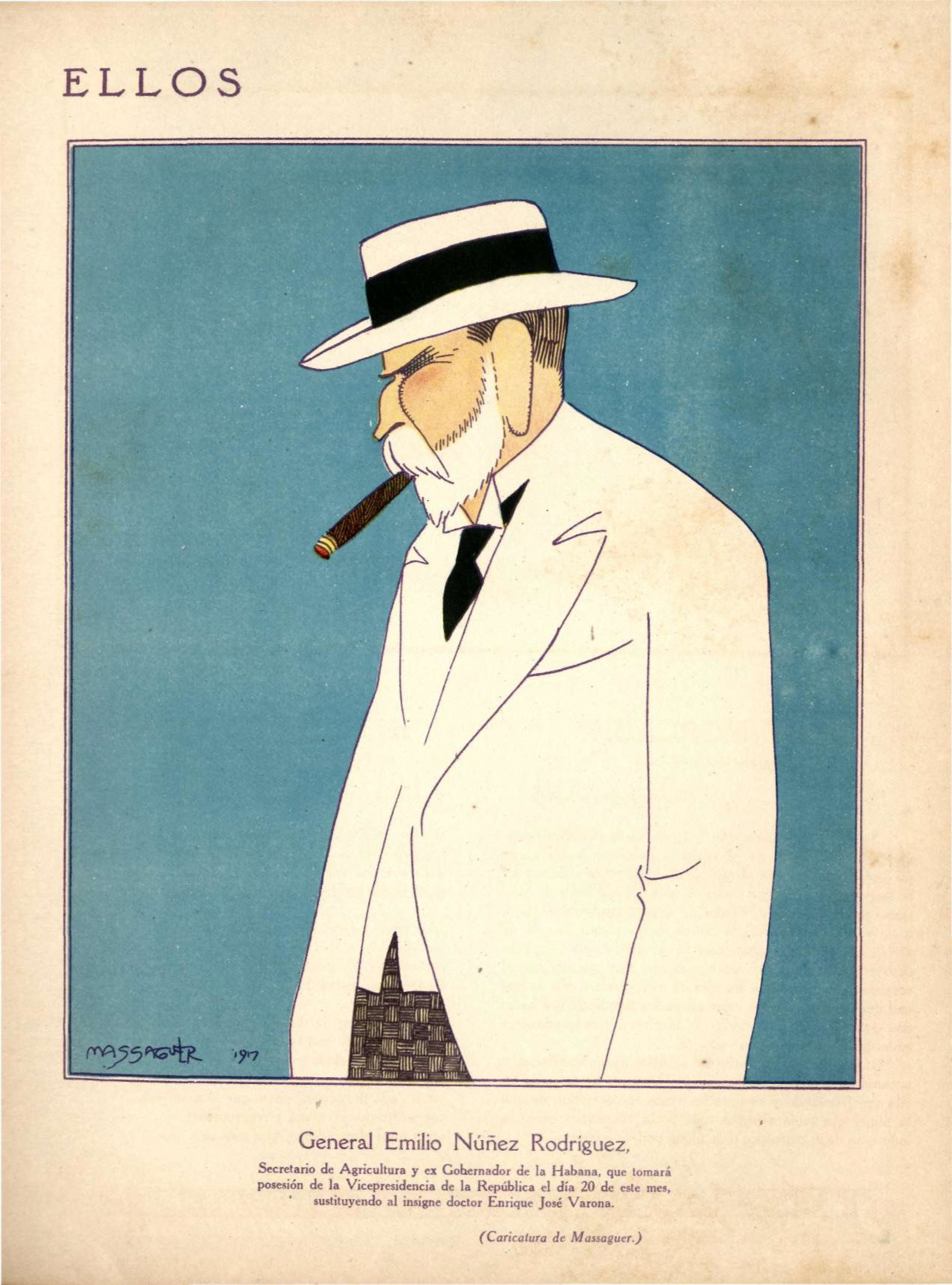
Retratado por Massaguer en la revista Social (1917)

Finalizada la guerra de independencia cubana, fue uno de los 31 delegados a la Convención Constitucional de Cuba de 1900. Fue gobernador civil de la provincia de La Habana desde 1899 hasta 1902 y fue la primera persona en izar la bandera de Cuba en El Morro de La Habana, el atardecer del 20 de mayo de 1902. Ocupó el cargo de secretario de Agricultura, Comercio y Trabajo en 1913 y el de vicepresidente de Cuba en el período 1917-1921.
Falleció por causas naturales en La Habana el 5 de mayo de 1922, a la edad de sesenta y seis años. 

## Familia
Era hijo de Bernardo Núñez y Pérez-Labrador y Eulalia Rodríguez y Otero. 
Se casó con Dolores Portoundo y Blez, con quien tuvo seis hijos: Bernardo (1886-1967), Julia (1888-1974), María Estrella (1890-1926), Ricardo (1893-1973), Emilio (1898-1978) y América (1903-1964).
Todos nacieron en Filadelfia, excepto América, que nació en La Habana.